# Chlidonoptera lestoni
Chlidonoptera lestoni es una especie de mantis de la familia Hymenopodidae.

## Distribución geográfica
Se encuentra en Ghana.